# طرح کاشت یک میلیارد درخت
دولت ایران در سال ۱۴۰۲ به وزیر جهاد کشاورزی، سازمان منابع طبیعی و آبخیزداری و سازمان محیط زیست دستور داد تا برنامه ملی کاشت یک میلیارد درخت را دنبال کنند تا ظرف ۴ سال یک میلیارد درخت کاشته شود.از آنجایی که ایران در بحران آب قرار دارد، تردیدهای جدی در مورد عملی بودن این طرح وجود دارد.

## فازها
سیصد میلیون درخت توسط دولت کاشته می‌شود. سالانه ۲۵۰ میلیون اصله سپلینگ و نهال درختچه تولید می‌شود. برخی از اهداف شامل، احیای جنگل‌های طبیعی، تولید و زراعت چوب درختان، افزایش فضای سبز شهری و مقابله با طوفان‌های شن است.
رییس موسسه تحقیقات، جنگل ها و مراتع کشور گفت: ۲۵۰ میلیون اصله نهال از آغاز طرح مردمی کاشت یک میلیارد درخت(۱۱ آذرماه ۱۴۰۲) تاکنون تولید شد.
در طرح کاشت یک میلیارد درخت سازمان محیط‌زیست به‌عنوان یک عضو حقوقی حضور دارد، اما واقعیت این است که اگر در اجرای این طرح چالش‌های آن دیده نشود تنها به‌عنوان یک شعار باقی خواهد ماند و قابلیت اجرایی نخواهد داشت. موضوع درخت‌کاری یک موضوع چندوجهی است که باید تمام ابعاد مختلف آن موردتوجه قرار گیرد، یکی از مهم‌ترین موضوعات این طرح تأمین آب موردنیاز برای پرورش نهال، کشت و نگهداری درختان کاشته شده است آن هم در شرایطی که تمام کارشناسان به بحران کم‌آبی در کشور اذعان دارند.

## رقم
در استان‌های شمال درختان کراتاگوس و بلوط کاشته می‌شود. در غرب Carpinus betulus یا ممرز اروپایی خواهد بود. در استانهای مرکزی رابینیا، fraxinus، زیتون و یاس بنفش ایرانی وجود خواهد داشت. در نهایت در استان‌های جنوبی درختان اکالیپتوس و حرا وجود خواهد داشت.
بقیهٔ ارقام شامل گونه‌های صنوبر، افرا، زبان گنجشک، سرو، کاج، بادام کوهی و بنه است.
هزینه کاشت هر نهال ۷۵ هزار تومان برآورد شده است.